# ホレイショ・ウォーカー
ホレイショ・ウォーカー（Horatio Walker RI RCA LL.D.、1858年5月12日 - 1938年9月27日）は、カナダの画家である。ケベック州などの田舎の風景や農家の室内などを油彩や水彩で描いた。

## 略歴
カナダ、オンタリオ州のリストーエル(Listowel)で生まれた。家族は1856年にヨークシャーからカナダに移住して、土地を買い材木の商売をしていた。比較的豊かな家族で育ち、父親は工芸好きでウォーカーも美術が好きになった。ウォーカーが12歳の時、仕事でケベック・シティを訪れた父親に連れられて、初めてケベックを訪れ、画家になった後、別荘を買ってその近傍の風景を描くことになるセント・ローレンス川の中の島、オルレアン島も訪れた。
1872年にリストーエルの学校を卒業した後も正式な美術教育を受けなかった。15歳でトロントに移り、写真スタジオ「Notman and Fraser」で働き始めた。この写真スタジオは画家のジョン・アーサー・フレーザーが経営し、写真への手彩色や修正の仕事やスタジオに観光客のために冬の情景などのセットを作るなどの美術的な仕事に、人を雇っていて、ウォーカーは、先輩のロバート・フォード・ゲージェン（1847-1926）から水彩を学び、ジョン・アーサー・フレーザー（1838–1898）からはミニアチュールを学び、ルーシャス・リチャード・オブライエン（1832-1899）やアンリ・ペルレ（Henri Perré: 1828-1890）からも絵を学んだ。
3年間トロントの写真スタジオで働いた後、アメリカに移り画家の修行をして、1878年にニューヨークにスタジオを開いた。美術館や画廊でフランスのバルビゾン派の作品に親しみ、1880年にはヨーロッパに旅した。画家として成功し、1882年にアメリカ水彩画協会（American Watercolor Society）の会員に選ばれ、1883年に王立カナダ美術アカデミー(Royal Canadian Academy of Arts)の準会員、1913年に正会員に選ばれた。1887年にアメリカ芸術家協会(Society of American Artists)、1901年にBritish Institute of Watercoloursの会員にもなった。トロントの美術家グループ「カナディアン・アート・クラブ(Canadian Art Club)」の創立メンバーであり、1915年には会長になった 。
1883年に結婚し、ケベックのオルレアン島のサント・ペトロニール村にこのころ邸を購入した。その後、ウォーカーは引退するまで、夏はケベックで、冬はニューヨークのスタジオで過ごした。2人の子供が生まれたが、2人とも伝染病で亡くなり、妻は精神疾患で1914年から入院生活を送った。
ウォーカーは1938年にオルレアン島のサントペトロニル(Sainte-Pétronille)で亡くなった。

## 作品

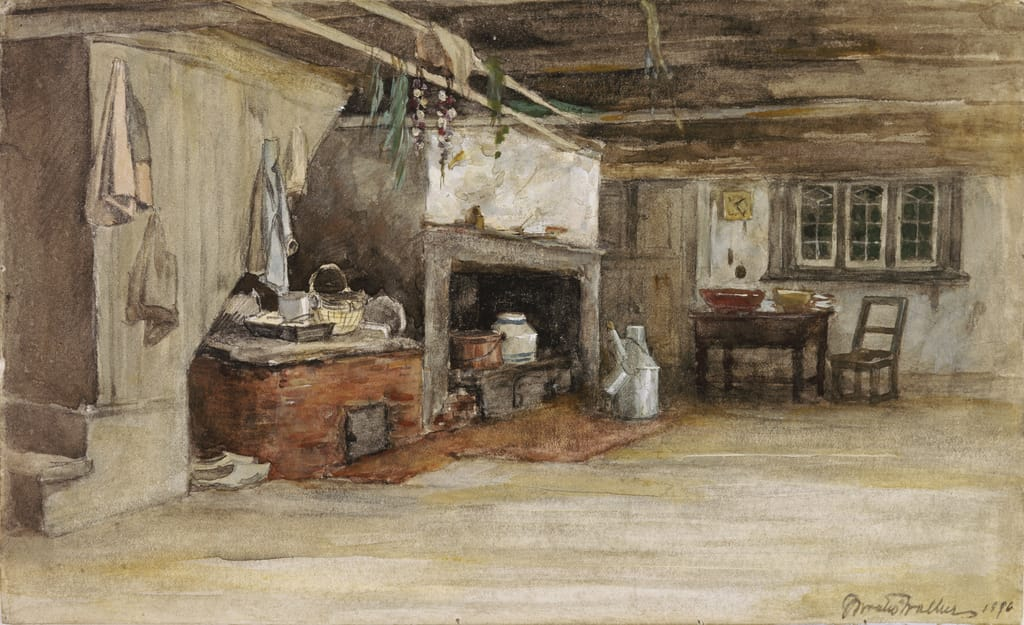
「室内」(1886)
早朝の農作業 (1900)
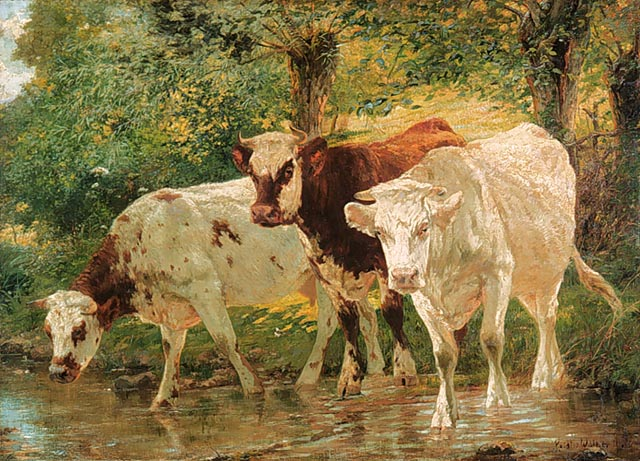
「牛」(1910/1920) カナダ国立美術館
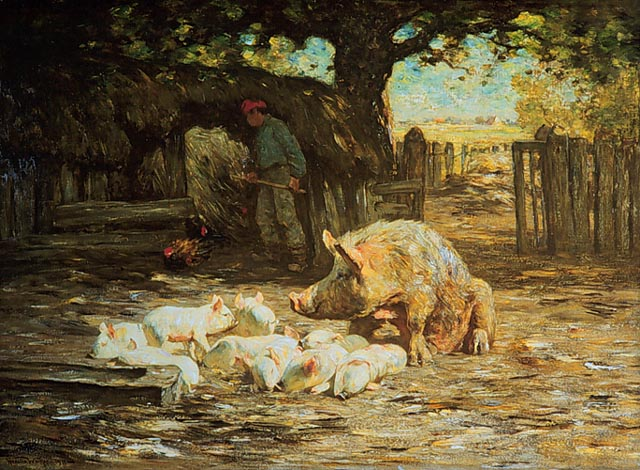
「豚の親子」(1911) カナダ国立美術館